# Varix

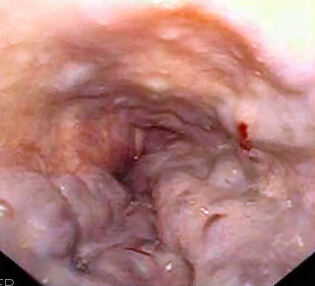
Jícnové varixy při endoskopické vyšetření

Varix je žilní městek, který vzniká jako následek dlouhodobého přetěžování žíly nadměrným množstvím krve. Žilní stěna ochabuje, žíla se rozšiřuje a dochází k poškozování jejích chlopní. Výsledkem je zhoršený odtok krve z žíly.
Varixy vznikají nejčastěji na dolních končetinách jako tzv. křečové žíly, mohou se však vyskytovat i jinde v těle, například v oblasti jícnu jako tzv. jícnové varixy nebo v
žaludku, a to jako důsledek portální hypertenze.